# Poststrukturgesetz (Deutschland)
Das Poststrukturgesetz (Gesetz zur Neustrukturierung des Post- und Fernmeldewesens und der Deutschen Bundespost; abgekürzt PostStruktG) ist ein deutsches Bundesgesetz vom 8. Juni 1989. Mit dem  Inkrafttreten am 1. Juli 1989 wurde die Postreform I rechtlich umgesetzt.
Es gliederte die Deutsche Bundespost in drei eigenständige öffentliche Unternehmen mit Teilsondervermögen:
- Deutsche Bundespost Postdienst
- Deutsche Bundespost Postbank
- Deutsche Bundespost Telekom

Die politischen und hoheitlichen Aufgaben fielen in die Zuständigkeit des Bundesministerium für das Post- und Fernmeldewesen, des Infrastrukturrates, des Bundesamts für Zulassungen in der Telekommunikation und zum Bundesamt für Post und Telekommunikation. Die unternehmerischen und betrieblichen Aufgaben fielen in die Zuständigkeit der drei Unternehmen. In diesem Zusammenhang verlor die Bundespost das Endgerätemonopol.
Die Postreform II wurde 1994 durchgeführt und die gegliederten öffentlichen Unternehmen auf die Privatisierung mit Wirkung vom 1. Januar 1995 vorbereitet. Dies führte zur Gründung der Aktiengesellschaften
- Deutsche Post AG
- Deutsche Postbank AG
- Deutsche Telekom AG.